# Scierie Vincent
La scierie Vincent est un monument historique situé à Sainte-Croix-aux-Mines, dans le département français du Haut-Rhin.

## Localisation
Ce bâtiment est situé au 1a rue Maurice-Burrus à Sainte-Croix-aux-Mines.

## Historique
L'édifice fait l'objet d'une inscription au titre des monuments historiques depuis 1996.